# Kambium
| Kambium |
| --- |
| Genomskärning av en stam, med kambiet mellan xylem och floem. - Betydelse: Tillväxtskikt under barken hos träd (och buskar) - Läge: Mellan veden (xylem) och sildelen (floem) - Etymologi: cambium (senlatin för 'byte' eller 'växling') |

Kambium (senlatin: cambium, 'byte', 'växling') är ett tillväxtskikt hos framför allt träd, som ligger som en cylinder, utanför veden och innanför floemet, i stammar, grenar och grövre rötter.

## Beskrivning
Kambium är en zon mellan xylem (veden) och floem (sildelen) i växten. Den löper utefter växtens (stammens) sida, hos både nakenfröiga växter (exempelvis barrträd) och tvåhjärtbladiga växter samt hos vissa enhjärtbladiga växter (exempelvis drakblodsträd)
När kambiet blivit färdigutvecklat utgör det normalt en cylinder längs med sidan hos växtens stam och rot. Delen inom ledningssträngarna i växten benämns fascikulärt kambium, delen mellan ledningssträngarna interfascikulärt kambium.
Celldelningar producerar nya vedceller (xylemceller) inåt, mot mitten av växten, och floemceller utåt. De här ledningsvävnaderna kallas även xylem respektive floem.
Ställvis skapar kambiet istället så kallade kambiestrålar, bestående av parenkymceller som sträckts ut radiellt. Dessa gynnar transporten av olika ämnen i radiell ledd.
Det finns två olika lager kambium i växtens stam. Ett direkt under barken och ett innanför floemskiktet men utanför xylemet. Detta kambium gör att floemet växer utåt och xylemet inåt. Under vintern saktar denna produktion ned väsentligt, och det är anledningen till att det skapas årsringar.
Vid färska sårytor i trädet bildar kambiet kallus (sårvävnad). Denna ospecialiserade vävnad kan i vissa fall – exempelvis hos sticklingar – växa som en svulst. Kambium och kallus är växtens sätt att kunna övervalla och kapsla in skadade och infekterade områden.

## Korkkambium
Korkkambium (fellogen) är en annan typ av kambium, som relaterar till barken. Se vidare periderm.

## Etymologi
Ordet kambium härleds från senlatinets cambium, med betydelsen 'byte' eller 'växling'. Det har funnits, under stavningen kambium i svensk skrift sedan 1832. Sammansatta ord skapas i regel med förledet kambie-, men i äldre text finns även kambii- (1850–82) och kambium- (1898).